# Gieorgij Antonow
Gieorgij Iljicz Antonow, ros. Георгий Ильич Антонов (ur. 19 maja?/31 maja 1898 w guberni tulskiej, zm. 14 lub 17 lipca 1963 r. w Monachium) – radziecki wojskowy (pułkownik), szef oddziału wojsk pancernych w sztabie Sił Zbrojnych Komitetu Wyzwoleniu Narodów Rosji pod koniec II wojny światowej, emigracyjny działacz antysowiecki.
Brał udział w I wojnie światowej jako podoficer. 1 października 1918 r. wstąpił do armii bolszewickiej. Uczestniczył w wojnie domowej z białymi. Służył w 20 pułku strzeleckim. Od maja 1919 r. był zastępcą dowódcy, a od grudnia tego roku dowódcą samodzielnego batalionu tulskiego. Od marca 1920 r. dowodził 3 Woroneską Brygadą, a od czerwca tego roku – pułkiem w tej brygadzie. We wrześniu został zastępcą komisarza politycznego samodzielnego batalionu, a w listopadzie – komisarzem politycznym batalionu 43 pułku strzeleckiego. Od lipca 1921 r. pełnił funkcję politruka rejonu operacyjnego, a od lutego 1923 r. – baterii artylerii 15 pułku strzeleckiego. W grudniu tego roku przeszedł kurs dla komisarzy politycznych Frontu Zachodniego. W listopadzie 1926 r. objął dowództwo kompanii 79 pułku strzeleckiego. Rok później został członkiem trybunału wojskowego. Od października 1928 r. dowodził 10 samodzielną kompanią, a od października 1930 r. – batalionem 191 pułku strzeleckiego. W maju 1932 r. przeszedł kurs wojsk pancernych, po czym został dowódcą batalionu pancernego 11 pułku strzeleckiego. W 1938 r. awansował do stopnia pułkownika. We wrześniu tego roku objął funkcję zastępcy szefa wojsk pancernych w jednym z okręgów wojskowych. Od 31 grudnia 1939 r. był szefem wojsk pancernych 10 Armii. Latem 1941 r. dostał się do niewoli niemieckiej i został osadzony w oflagu. Podjął kolaborację z Niemcami. W 1943 r. wstąpił do Rosyjskiej Armii Wyzwoleńczej (ROA) gen. Andrieja Własowa. Służył w szkole propagandystów ROA w Dabendorfie jako inspektor. Od grudnia 1944 r. był szefem oddziału wojsk pancernych w sztabie Sił Zbrojnych Komitetu Wyzwolenia Narodów Rosji. W momencie kapitulacji Niemiec 8/9 maja 1945 r. przebywał w Salzburgu. Uniknął repatriacji do ZSRR. Zamieszkał w zachodnich Niemczech. Pracował dla amerykańskiej armii. Działał w rosyjskich organizacjach antysowieckich. Zmarł 14 lub 17 lipca 1963 r. w Monachium.